# Cserhátszentiván
Cserhátszentiván is een plaats (község) en gemeente in het Hongaarse comitaat Nógrád. Cserhátszentiván telt 170 inwoners (2001).